# Erin Morgenstern
Erin Morgenstern (8 de julio de 1978) es una artista y escritora estadounidense, autora de dos novelas de fantasía. Debutó con The Night Circus (2011), escrita en principio para el National Novel Writing Month (NaNoWriMo)
y ganadora del Premio Locus a la mejor primera novela en 2012. Ese mismo año recibió un premio Alex.
Su segundo libro, The Starless Sea, se publicó en 2019.

## Vida
Morgenstern creció en Marshfield y estudió teatro y arte de estudio en el Smith College de Northampton, (Massachusetts). Después de graduarse en 2000, comenzó a trabajar como empleada temporal en una oficina y se mudó a Salem y más tarde a Boston.

## Obra

### Escritura
Ha participado en el Mes Nacional de Escritura de Novelas (NaNoWriMo) desde 2003, y escribió por primera vez sobre lo que se convertiría en The Night Circus en noviembre de 2005.
Firmó con Inkwell Management en mayo de 2010 después de ser rechazada por treinta agentes literarios,
 y la novela fue publicada por Doubleday en septiembre de 2011. Ha sido traducida a treinta y siete idiomas y vendidos sus derechos cinematográficos a Lionsgate.
En noviembre de 2019 publicó su segunda obra, The Starless Sea, ganadora del Dragon Award 2020 a la Mejor novela fantástica.

### Pintura
Además de escribir, pinta, principalmente con acrílicos, y creó la baraja Phantomwise Tarot, de 78 cartas, pintada completamente en acrílico blanco y negro. Si bien se inspira en el estilo de Rider-Waite, tiene una variedad de influencias que van desde la mitología egipcia y la época victoriana hasta el carnaval y, por supuesto, motivos circenses.